# Now and After
Now and After: The ABC of Communist Anarchism is een introductie tot de principes van het anarchisme en anarchocommunisme geschreven door Alexander Berkman. Het boek werd voor het gepubliceerd in 1929 door Vanguard Press, nadat delen ervan waren verschenen in het Jiddischtalige tijdschrift Freie Arbeiter Stimme. Now and After is vele malen herdrukt, vaak onder alternatieve titels zoals What is Communist Anarchism? en What is Anarchism? Vanwege de uitleg van de anarchistische filosofie in duidelijke taal is Now and After uitgegroeid tot een van de bekendste boeken over het anarchisme. Volgens anarchist Stuart Christie is het boek "een van de beste introducties van de ideeën van het anarchisme in de Engelse taal". Historicus Paul Avrich omschreef het als "een klassieker" en "de duidelijkste uiteenzetting over het anarchocommunisme in het Engels of een andere taal".

## Achtergrond
De anarchistische beweging onderging een zware tijd gedurende de jaren 20 van de twintigste eeuw. De Verenigde Staten zette in 1919 honderden anarchisten, waaronder vooraanstaande anarchisten zoals Berkman en Emma Goldman, het land uit. In de Sovjet-Unie werden Russische anarchisten door de Tsjeka gearresteerd en gevangengezet of geëxecuteerd. In Oekraïne werd het Revolutionair Opstandsleger van Oekraïne verslagen door het Rode Leger. Honderden Russische anarchisten vluchtten naar Duitsland en Frankrijk.
In een poging om de beweging te doen herleven, vroeg de Joodse Anarchistische Federatie in New York aan Berkman in 1926 om een introductie tot het anarchisme voor een groter publiek te schrijven. Met de uitleg van de principes van het anarchisme in duidelijke taal hoopten de Amerikaanse anarchisten dat de lezers de beweging zouden ondersteunen of, op zijn minst, dat het boek het algemene beeld van het anarchisme en anarchisten zou kunnen verbeteren in de ogen van het publiek.